# 전권 위임법

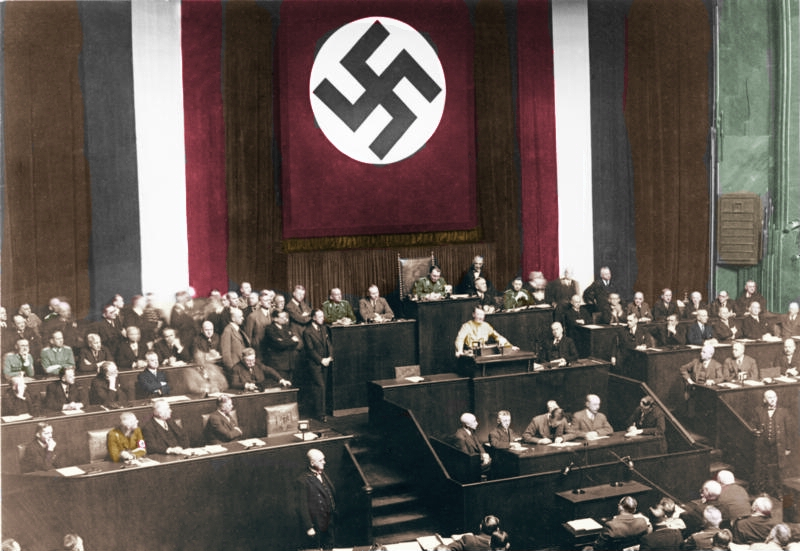
의회에서 전권 위임법의 제정을 촉구하는 아돌프 히틀러.

전권 위임법(全權委任法, 독일어: Ermächtigungsgesetz)은 비상 사태에 입법부가 행정부에 입법권을 위임(委任)하는 법률을 말한다. 일반적으로 1933년 독일에서 나치 독일 정권에 입법권을 위임한 법률을 가리킨다. 수권법(授權法) 또는 권리 부여법, 전권 부여법이라고도 번역된다. 정식 명칭은 민족과 국가의 위난을 제거하기 위한 법률(Gesetz zur Behebung der Not von Volk und Reich)이다.

## 제정 경위

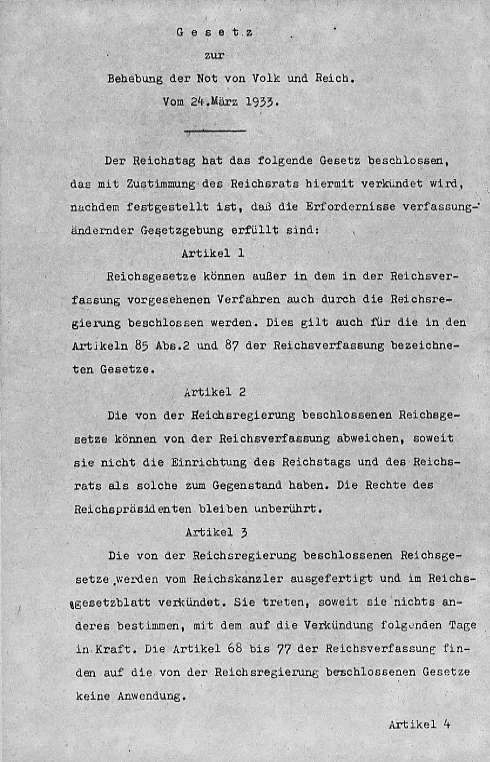
전권 위임법 본문의 앞쪽

대공황 후 독일에는 심각한 불황(不況)이 닥쳤고, 실업률이 급증하고 있던 상황이었다. 그러나 의회는 적절한 대응을 제대로 하지 못하고 있었고, 국민들은 무능한 의회에 대해 불신이 높아지고 있었다. 이러던 상황에서 파울 폰 힌덴부르크 대통령은 의회의 입법권을 무시하고, 바이마르 헌법 제48조에서 규정하고 있던 긴급 명령권을 활용하면서 국가를 운영하고 있었다. 힌덴부르크 대통령 아래에서 수립된 권위주의 체제는 의회 민주주의에 실망하고 있던 대중의 지지를 받았다. 당시의 일련 상황들은 이미 전권 위임법이 제정되기 전부터 반(反) 의회주의적 여론이 형성되고 있었다는 것을 말해주고 있다.
1933년 1월 30일에 성립된 히틀러 내각은 2월 27일에 독일 국회의사당 방화 사건을 겪게 된다. 바로 다음 날, 정부는 대통령 긴급 명령을 포고하면서 독일 공산당 간부를 체포하고, 3월 23일에는 ‘민족과 국가의 위난을 제거하기 위한 법률안’(소위 전권 위임법)의 의회 심의를 요구하면서 반대 세력을 배척(排斥)해 나간다. 법률안은 민족사회주의 독일 노동자당(NSDAP)과 독일국가인민당(DNVP)의 공동 제출이라는 형식을 취했지만, 사실상 이 법률안은 히틀러의 복안(腹案)이었다.
총 다섯 개 조문으로 구성되어 있었다. 입법권을 의회에서 정부로 이양하고, 나치 정부에서 제정한 법률은 연방 의회나 연방 참의원 및 대통령의 권한과 관련된 것을 제외하면 헌법에 위반되어도 유효로 할 수 있다는 것이 중요 골자(骨子)였다. 즉, 정부의 권력 남용 가능성에도 불구하고 헌법을 국가비상사태라는 이유로 제한해버리고, 나치에게 반항하는 자에게는 ‘공익을 해치는 자’라는 명분 아래 기본적인 인권을 탄압하는 것을 정당화 할 수 있었다. 한 마디로 말하자면 투표 등을 거치지 않고 나치 세력에게 입법권을 줄 수 있다는 법률안이었다.
법률안 심의 중에 독일 사회민주당의 오토 벨스(Otto Wels)가 반대 연설을 하기도 하였다.

## 투표와 통과
1933년 3월 24일 법률안의 통과는 임시 의회 의사당인 베를린 크롤 오페라 하우스(Krolloper)에서 의사당의 주변을 돌격대(SA)와 친위대(SS)가 둘러싸고 있는 이상한 상황 아래에서 행해졌다. 이미 독일 공산당 의원 81명은 전원이 체포되거나 도망·망명할 수밖에 없는 상황에 있어서, 한사람도 출석할 수 없었다. 26명의 독일 사회민주당 의원 및 독일 인민당(Deutsche Volkspartei), 독일 중앙당 소속의 2명의 의원도 체포·도망·질병 등으로 출석할 수 없었다.
실질적으로 헌법에 수정을 필요로 하는 법안은 본래는 가결에 재적 의원의 2/3 이상의 출석을 얻은 후에, 출석 의원의 2/3 이상의 찬성을 필요로 했다. 나치당은 과반수의 의석을 차지하고 있었지만, 2/3에는 모자랐다. 나치당은 연립 여당과의 협력을 통해 결석(缺席) 의원을 모두 기권으로 간주하여 계산했다. 그리고 난 뒤, 공산당 등의 반대파를 체포해서 출석 후 결석 상태를 만들어 내고, 더욱이 중앙당 등에는 시한 입법으로 하는 것, 대통령 및 주(州)의 권한에 대해서는 불가침으로 하는 타협을 통해 찬성 동의를 얻어 2/3의 찬성을 확보했다.
1933년 3월 24일 국가 인민당이나 독일 중앙당 등의 지지를 받아 찬성 441표와 반대 94표(출석한 독일 사회민주당 의원의 표)로 법률안을 통과시켰다.
| 정당                                                    | 의석수 | 의석비율 | 찬성투표  | 반대투표 |
| ------------------------------------------------------- | ------ | -------- | --------- | -------- |
| 국가사회주의 독일 노동자당 (나치당)                     | 288    | 45%      | 288       | 0        |
| 독일 국가인민당                                         | 52     | 8%       | 52        | 0        |
| 독일 중앙당                                             | 73     | 11%      | 72        | 0        |
| 바이에른 인민당                                         | 19     | 3%       | 19        | 0        |
| 독일 국가당                                             | 5      | 0.8%     | 5         | 0        |
| 기독사회인민용역                                        | 4      | 0.6%     | 4         | 0        |
| 독일 인민당                                             | 2      | 0.3%     | 1         | 0        |
| 독일 농민당                                             | 2      | 0.3%     | 2         | 0        |
| 독일 농업동맹                                           | 1      | 0.2%     | 1         | 0        |
| 독일 사회민주당                                         | 120    | 19%      | 0         | 94       |
| 독일 공산당 (한 명도 출석하지 못했지만 기권으로 처리됨) | 81     | 13%      | -         | -        |
| 총계                                                    | 647    | 100%     | 444 (69%) | 94 (15%) |

주목해야할 점은 국민의 주권을 빼앗고, 자유민주주의 사회에서 전체주의로의 이행이 국민의 환호 속에서 선거로 뽑힌 나치당 국회의원에 의해 의회 규칙 변경 등 끊임없이 비합법에 가까운 수단을 사용하면서도 표면적으로는 합법적으로 이루어졌다. 그러나 그 결과 나치는 반대 세력이나 유대인의 인권을 자유자재로 박탈할 수 있었고, 아무도 나치당을 견제할 수 없었다.

## 내용

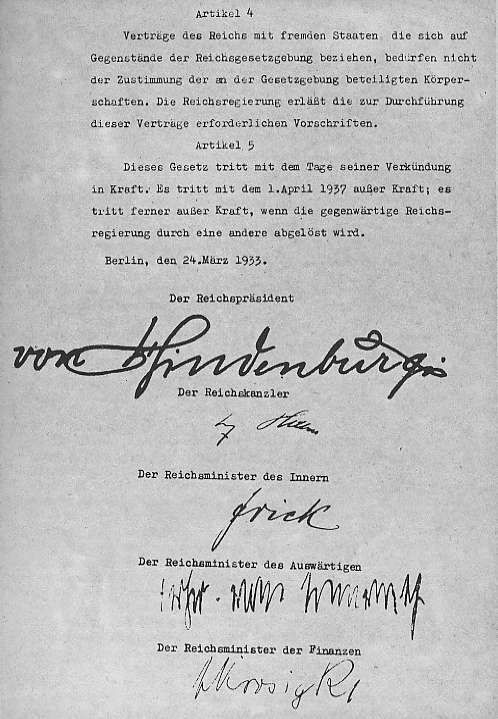
전권 위임법 본문의 뒤쪽
(위에서부터 서명)
대통령 파울 폰 힌덴부르크
총리 아돌프 히틀러
내무장관 빌헬름 프리크
외무장관 콘스탄틴 폰 노이라트
재무장관 요한 루트비히 그라프 슈베린 폰 크로지크

전권 위임법은 모두 다섯 개의 조항으로 이루어졌다.
- 제1조 독일의 법률은 헌법에서 규정되고 있는 수속 외에 독일 정부에 의해서도 제정될 수 있다. 본조는 바이마르 헌법 제85조 제2항 및 제87조에 대하여도 적용된다.
- 제2조 독일 정부에 의해 제정된 법률은 연방 의회 및 연방 참의원의 제도에 영향을 미치는 것이 아닌 한 헌법에 위반될 수 있다. 단 대통령의 권한은 바뀔 수 없다.
- 제3조 독일 정부에 의해 제정된 법률은 총리에 의해 작성되어 관보(官報)를 통해 공포된다. 특수한 규정이 없는 한 이 법률은 공포한 다음 날부터 그 효력을 발생한다. 헌법 제68조에서 제77조는 정부에 의해 제정된 법률의 적용을 받지 않는다.
- 제4조 독일과 외국과의 조약도 본법의 유효기간에 있는 동안 입법에 영향을 미치는 기관들과의 합의를 필요로 하지 않는다. 정부는 이러한 조약의 이행에 필요한 법률을 공포한다.
- 제5조 이 법은 공포한 날부터 효력을 발한다. 이 법은 1937년 4월 1일까지 효력을 발휘하며 현 정부가 다른 정부에 교체될 경우에는 효력을 잃는다.

그 내용의 요지는 다음과 같다.
- 제1조는 입법권을 국회에서 정부(히틀러 내각)로 이양한 것이다.
- 제2조는 정부의 입법이 헌법에 우월할 수 있다는 것을 밝힌 것이다.
- 제3조는 대통령을 대신해 총리(히틀러)가 법령 작성권을 가지게 된 것을 확인한다.
- 제4조는 외국과의 조약을 성립하기 위한 의회의 동의가 필요하지 않다는 것을 확인한다.
- 제5조는 이 법률이 시한입법이었다는 것을 보여준다. 전권 위임법의 성립에는 중도 정당인 중앙당의 찬성이 필요했는데, 시한입법 규정은 중앙당이 찬성 할 수 있게 하는 요인이었다.

## 그 후
1933년 3월 31일, 곧 히틀러 정권은 이 법을 적용해 모든 독일 공산당 의원의 의석을 박탈했다. 게다가, 주의회의 자치권을 박탈하고, 각 주의회의 의석을 국회의 의석 배분에 따라 비례로 배분했다. 이렇게 해서 나치는 지방 의회에서도 자동적으로 다수파가 되었지만, 이미 의회에서도 히틀러의 독재 앞에 유명무실화 되고 있었다.
히틀러의 독재 하에서도 바이마르 헌법은 폐지되지 않았지만, 전권 위임법에 따라 사실상 바이마르 헌법은 사문화되었다. 나치당은 이 법률을 적용해 나치당 이외의 정당을 해산하고, 같은 해 7월 14일에는 합법적으로 일당독재 체제를 확립해 간다. 대통령의 권한은 불가침이었지만, 1934년에 힌덴부르크 대통령이 사망한 후 국민투표에 따라 대통령의 권한을 겸직하면서 히틀러는 독일의 독재자가 된다.
1937년과 1939년, 1943년에 계속적으로 전권 위임법이 갱신되면서 사실상 시한입법으로서의 성격은 상실되었다.
제2차 세계 대전 후의 서독에서는 이 법률로 인한 명목상 합법적, 민주적인 수단의 통치가 된 히틀러의 독재를 반성하여 국민에게 헌법에의 충성 의무를 요구하고, 자유주의와 민주주의를 부정하는 단체의 존재를 용납하지 않는 것을 기본으로 하는 것을 확립했다.

## 참고 문헌
- 加瀬俊一　‘ワイマールの落日’ 文藝春秋社, 1976年.
- 四宮恭二　‘ヒトラー1932-1933’ 日本放送協会, 1981年.
- エーリッヒ・マティアス　‘なぜヒトラーを阻止できなかったか’ 岩波書店, 1984年.
- ヘーネ・ハインツ　‘ヒトラー独裁への道’ 朝日新聞社, 1992年.
- 有澤廣巳　‘ワイマール共和国物語’ 東京大学出版会, 1994年.